# Bibbona
Bibbona là một đô thị ở tỉnh Livorno ở vùng Toscana, có khoảng cách khoảng 80 km về phía tây nam của Florence và khoảng 40 km về phía đông nam của Livorno. Tại thời điểm ngày 31 tháng 12 năm 2004, đô thị này có dân số 3.091 người và diện tích là 65,6 km².
Đô thị Bibbona có các frazioni (các đơn vị cấp dưới, chủ yếu là các làng) La California and Marina di Bibbona.
Bibbona giáp các đô thị: Casale Marittimo, Castagneto Carducci, Cecina, Guardistallo, Montecatini Val di Cecina, Monteverdi Marittimo.